# The European Society for History of Law

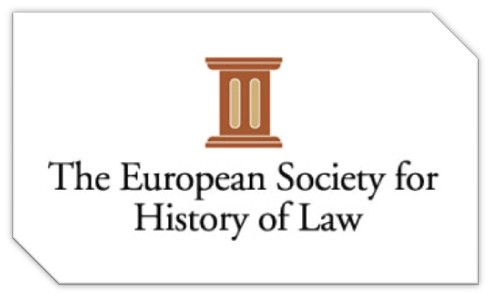
Logotipo de The European Society for History of Law.

The European Society for History of Law (La asociación europea de Historia del Derecho) es una organización europea fundada en 2009 establecida en Brno (república Checa). La Asociación Europea de Historia del Derecho se consolida como una plataforma de cooperación para los historiadores del Derecho europeos así como para las instituciones cuyas publicaciones y encuentros versen sobre la materia. La asociación europea de Historia del Derecho genera vínculos entre académicos y cooperación con importantes instituciones judiciales (principalmente el Tribunal Constitucional), abogados del Estado, fiscales, abogados en ejercicio y miembros de la administración pública que resulten de interés para la asociación.
La principal tarea de la Asociación europea de Historia del Derecho es la de prestar apoyo a la investigación en Historia del Derecho, Derecho romano e historia de las ideas jurídicas en los distintos países europeos. Los intereses son:
- Sistemas jurídicos e Instituciones legales.
- Estructuras legales.
- Personas relevantes en la historia del Derecho, la ciencia jurídica y el pensamiento jurídico
- Derecho romano
- Historia del pensamiento jurídico.

Para sus miembros, la asociación europea de Historia del Derecho organiza conferencias, clases, seminarios, excursiones y encuentros con el fin de intercambiar novedades sobre la Historia del Derecho europea y para presentar los resultados de las investigaciones llevadas a cabo en los distintos países europeos. Journal on European History of Law (La revista europea de historia del Derecho) se edita en inglés y en alemán, dos idiomas "universales", para alcanzar los fines anteriores.

## Sitio web oficial
- Sitio web oficial (Inglés, Alemán, Ruso, Checo, Hebreo)

- Datos: Q2411160